# جوزپه مونتیبلر
جوزپه مونتیبلر (انگلیسی: Giuseppe Montibeller؛ زادهٔ ۲۲ اوت ۱۹۶۴) بازیکن فوتبال است.